# Mrkotić (Teslić)
Mrkotić (szerbül: Мркотић), település Bosznia-Hercegovinában, a Szerb Köztársaságban, Teslić községben. Mrkotić településnek a Szerb Köztársaság területére eső, nyugati része.

## Fekvése
A település Bosznia-Hercegovina középső részének északi szélén, Dobojtól légvonalban 19, közúton 20 km-re délnyugatra, községközpontjától légvonalban 3, közúton 18 km-re keletre, az Usora jobb partja feletti dombvidéken 340-430 méteres magasságban található. 

## Népessége
| Nemzetiségi csoport | Népesség 1991 | Népesség 2013 |
| ------------------- | ------------- | ------------- |
| Szerb               | 0             | 26            |
| Bosnyák             | 1279          | 0             |
| Horvát              | 2             | 0             |
| Jugoszláv           | 20            | 0             |
| Egyéb               | 2             | 0             |
| Összesen            | 1303          | 26            |

## Története
A település 1878-ig tartozott az Oszmán Birodalomhoz, ekkor a berlini kongresszus határozata alapján az Osztrák-Magyar Monarchia része lett. 1879-ben az első osztrák-magyar népszámlálás során a Tešanji járáshoz és Miljanovići községhez tartozó településnek 33 háztartása és 271 muszlim lakosa volt. A monarchia szétesésével 1918-ban előbb a Szerb-Horvát-Szlovén Királyság, majd 1929-től a Jugoszláv Királyság része lett. Az 1929-es törvény értelmében, amikor Bosznia-Hercegovinát négy banovinára, Drinskára, Vrbaskára, Zetskára és Primorskára osztották, a település a Vrbaska banovina része lett, amelynek székhelye Banja Luka volt. 
Jugoszlávia megszállása után a Független Horvát Állam (NDH) része lett. A második világháború után 1992-ig a település a szocialista Jugoszlávia keretében a Bosznia-Hercegovinai Népköztársaság része volt. A boszniai háborút lezáró daytoni békeszerződés rendelkezése alapján az ország területét felosztották a Bosznia-hercegovinai Föderáció és a boszniai Szerb Köztársaság között. A békeszerződés utáni területmegosztási megállapodás értelmében a háború előtti település területének egy kis része, 1,79 km2 területtel a Boszniai Szerb Köztársasághoz és Teslić községhez került, míg a település területének nagyobb része, 4,48 km2 területtel a Bosznia-hercegovinai Föderáció Zenica-Doboji kantonjában levő Tešanj község területénél maradt.